# ビシャリン・グレイハウンド
ビシャリン・グレイハウンド（英: Bisharin Greyhound）とは、スーダン原産でそこに住むビシャリン族が飼育している犬種である。おもに小動物を狩猟するために使われている。

## 歴史など
この犬種の先祖は他のグレイハウンドタイプの犬種と同じく古代エジプトの古代犬種チズムであると考えられている。それにアフリカニスやスピッツタイプの犬種などがかけ合わさって犬種として発展した。更に植民地時代にはさまざまな国からもたらされたグレイハウンドと交配させられて現在の姿となった。また、スーダンが植民地から解放されると同時に固定化が行われたがあまりうまくいかなかったため若干大きさに ばらつきがある。
ビシャリン・グレイハウンドは他のグレイハウンド犬種に比べると丈夫で病気に強いが、スタミナが劣っている欠点がある。それは主食が牛のミルクと残飯だけであることが原因であるといわれている。これは狩猟に用いられている犬種とは思えないほどの粗食であるが、ディンカ族の人々は貴重で栄養価の高いミルクと、自分たちのご飯を半分とっておき分け与えることで獲物を取ってくる犬たちに敬意を表しているのだという。事実、ビシャリン・グレイハウンドはビシャリン族に大切に扱われ、寝たり子育てしたりするためのスペースが設けられている。

## 特徴
サイズは中型犬ぐらいの大きさで、見た目はグレイハウンドとパリア犬の中間。耳は立ち耳、又は半立ち耳で尾は巻き尾。コートはスムースタイプのものと僅かに長いショートコートタイプのものがある。瘠せていて足やマズルが長く、毛色は制限が無いが赤茶色っぽいコートのものが多い。性格は用心深く警戒心が強い。